# Heinrich Böll
Heinrich Böll (Köln, 21. prosinca 1917. – Kreuzau, 16. srpnja 1985.), njemački književnik
Bio je vojnik u Drugomu svjetskom ratu, a bio je i zarobljen. Nakon toga studirao je germanistiku te putovao po Irskoj i Sovjetskom Savezu. Godine 1947. priključio se "Grupi 47". Bio je predsjednik njemačkog PEN-a, a od 1971. godine i cjelokupnog udruženja PEN. Godine 1972. dobio je Nobelovu nagradu za književnost. 
Djelovao je kao romanopisac, esejist, dramatičar, a u djelima je kritičar njemačke stvarnosti i moralist s pozicija kršćanskog socijalizma. Prikazuje Njemačku između svjetova: između ruševina i tereta Trećeg Reicha i nove dinamične i kompleksne zbilje boreći se za istinske humanističke vrijednosti (ljubav, slobodu, solidarnost). Sedamdesetih godina primjetan je njegov socijalni i politički angažman, posebno u obrani demokratskih principa u proturatnim i ekološkim pokretima.  
Neka djela mu je na hrvatski preveo Jozo Mršić.